# Schapenbrug
Schapenbrug is een gehucht in Westkapelle, een deelgemeente van de Belgische gemeente Knokke-Heist. Het is gelegen langs de hoofdweg N376 die van Sluis naar Brugge loopt.
Het gehucht ligt daar waar de Zwinnevaart gekruist wordt. Vroeger was deze breder, en lag er een brug waardoor de buurtschap aan zijn naam komt. Ook de Greveningse Dijk loopt langs Schapenbrug. In vroeger dagen werd hier tol geheven en dit bracht met zich mee dat er een afspanning was. Ook tegenwoordig is er nog een restaurant. Door dit alles ontstond er enige bedrijvigheid en ontwikkelde zich dit gehucht.